# Georg (Wied)
Georg von Wied († vermutlich 15. Juni 1219 in Damiette) war von 1197 bis 1219 Graf zu Wied.

## Leben und Wirken
Georg war ein Sohn von Dietrich I. von Wied. Der Name seiner Mutter ist nicht bekannt. Er war mit einer ungenannten Gemahlin verheiratet, sie hatten aber keine Nachkommen. Die Gemahlin heiratete nach Georgs Tod Hildebrand von Manderscheid. Der Trierer Erzbischof und Kurfürst Theoderich II. von Wied (um 1170–1242) war einer seiner Brüder.
Georg übernahm 1197 von seinem Vater, der als Mönch ins Kloster Heisterbach ging, das Grafenamt. Der erste urkundliche Beleg datiert vom 3. Februar 1201, in dem er als Lehnsmann des rheinischen Pfalzgrafen Heinrich bestätigt wurde.
In den Jahren 1210 und 1211 zog er mit Kaiser Otto IV. nach Italien. 1217 ging Georg auf den Fünften Kreuzzug, an dem er neben Graf Wilhelm von Holland führend beteiligt war und zuletzt 1219 bei der Belagerung der ägyptischen Hafenstadt Damiette kämpfte. Er ist dort vermutlich am 15. Juni 1219 verstorben.
Sein Bruder Lothar wurde sein Nachfolger im Grafenamt.